# Biowäscher
Ein Biowäscher ist ein biologisch arbeitender Reaktor zur Reinigung von Abluft und Abgasen. Er ist die Kombination eines physikalischen Gaswäschers mit einer biologischen Belebungseinheit, in der Mikroorganismen die absorbierten Luftschadstoffe als Substrate verwenden und in diesem Nährmedium Zellmasse aufbauen. Im Gegensatz zum Biofilter einerseits, bei dem die Mikroorganismen an ein Strukturmaterial gebunden sind, und dem Biorieselbettreaktor andererseits, bei dem sich auf Einbauten im Reaktor ein sogenannter biologischer Rasen bildet, sind die Mikroorganismen beim Biowäscher überwiegend in der Waschflüssigkeit suspendiert.
Die erste Patentanmeldung zur absorptiven Abluftreinigung mithilfe von Mikroorganismen erfolgte 1934. Der Einsatz von Biowäschern wurde seit Anfang der 1940er-Jahre im halbtechnischen Maßstab erprobt und durchgeführt. Schwerpunkt war dabei die Intensivtierhaltung. Die erste großtechnische industrielle Anwendung erfolgte gegen Ende der 1970er-Jahre.

## Verfahrensgrundlagen

Verfahrensschema Biowäscher
(A) Absorber
(B) Regenerierreaktor
(C) Absatzsetzbecken
Das zu reinigende Abgas (1) durchströmt den Absorber von unten nach oben und verlässt ihn als sogenanntes Reingas (2). Waschflüssigkeit (3) wird zum großen Teil im Kreislauf durch den Regenerierreaktor gefahren. Dabei ergänzt Frischwasser (4) den Teil der Waschflüssigkeit, der als Abwasser (5) ausgeschleust wird. Ebenso wird ein Teil der Biomasse, die sich im Absatzsetzbecken sammelt, ausgeschleust (6).

Bei der biologischen Gaswäsche erfolgt zunächst die Absorption der abzureinigenden Luftschadstoffe, die im Anschluss durch im Reaktor suspendierte Bakterien biochemisch umgesetzt werden, sodass idealerweise aus den absorbierten Kohlenwasserstoffen Kohlenstoffdioxid und Wasser entsteht. Durch den biologischen Abbau der gelösten Schadstoffe wird verhindert, dass das Löslichkeitsgleichgewicht für das Reinigungsergebnis bestimmend wird. Die Schadstoffe dienen den Bakterien als Kohlenstoffquelle. Andere für das Bakterienwachstum essentielle Nährstoffe müssen der Waschflüssigkeit zugegeben werden. Darüber hinaus muss eine Möglichkeit vorgesehen werden, Säure und Lauge zu dosieren, um einen für das Bakterienwachstum optimalen pH-Wert einzustellen. Die Regeneration der Waschflüssigkeit erfolgt durch den biologischen Abbau der absorbierten Inhaltsstoffe.
Ein Biowäscher setzt sich in der Regel aus den Einheiten
- Absorber,
- Regenerierreaktor und
- Absetzbecken

zusammen. Als Apparate für den Absorber stehen grundsätzlich Kolonnen oder Wäscher zur Verfügung. In der Praxis handelt es sich meist um Strahl-, Venturi- oder Sprühwäscher. Für den Absorber bei der Biowäsche gelten prinzipiell die gleichen Anforderungen wie bei der physikalischen Wäsche. Durch Schaffung einer möglichst großen Phasengrenzfläche und einer möglichst langen Verweilzeit soll den Luftschadstoffen Gelegenheit gegeben werden, in die flüssige Phase zu gelangen. Idealerweise sind die Mikroorganismen in der Waschflüssigkeit suspendiert, es kommt jedoch bei technischen Absorbern auch zur Bildung eines biologischen Rasens an den Einbauten.
Dem Absorber ist der Regenerierreaktor nachgeschaltet. Er dient dazu, die Waschflüssigkeit wieder zu ertüchtigen und entspricht dem Belebungsbecken in der Abwasserreinigung. Die Zugabe von Säuren oder Laugen zur Einhaltung eines optimalen pH-Werts erfolgt in der Regel im Regenerierreaktor. Bei einem hinreichend großen Absorbersumpf und leicht abbaubaren Substanzen ist ein Regenerierreaktor nicht zwingend erforderlich. Sind die absorbierten Luftschadstoffe hingegen schwer abbaubar, so bedingt die notwendige längere Verweilzeit dieser Stoffe in der wässrigen Phase einen Regenerierreaktor.
Das Absetzbecken dient dazu, Biomasse zurückzuhalten und somit die Leistungsfähigkeit des Biowäschers zu gewährleisten. Überschüssige Biomasse und ein Teil der Waschflüssigkeit werden aus dem Absetzbecken ausgeschleust und sind zu entsorgen. Sofern im Absorber keine für die Mikroorganismen ausreichende Sauerstoffversorgung erfolgt, ist diese mittels aktiver Belüftung im Absetzbecken sicherzustellen.
Das Baumaterial der einzelnen Wäscherkomponenten muss sowohl gegen flüssigkeitsseitige als auch gegen gasseitige chemische Beanspruchung beständig sein. Dazu eignen sich Beton, Kunststoff und Stahl.
Zu einer optimalen Behandlung im Biowäscher soll die Abgastemperatur zwischen 5 °C und 60 °C liegen. Auf die Mikroorganismen toxisch wirkende Stoffe dürfen nicht im Abgas vorhanden sein. Konzentrations- und Temperaturschwankungen im Abgas sind zu vermeiden. Biowäscher können sowohl kontinuierlich als auch im Chargenprozess eingesetzt werden. Bei längeren Stillstandszeiten ist die Aktivität der Mikroorganismen durch externe Substratzufuhr zu gewährleisten.

## Anwendungsgebiete
Das bevorzugte Anwendungsgebiet von Biowäschern liegt bei Luftschadstoff-Konzentrationen bis zu einigen 100 mg/m3 bei ausreichender Wasserlöslichkeit der Schadstoffe. Mit Biowäschern kann beispielsweise Abluft aus lebensmittelverarbeitenden Betrieben, Gießereien, Kläranlagen, Lackierbetrieben und Tierkörperverwertungsanlagen behandelt werden. Zu den Abluftinhaltsstoffen, die gut durch Biowäscher entfernt werden können, zählen beispielsweise Vertreter der Stoffgruppen
- Aldehyde,
- Alkohole,
- Carbonsäuren,
- Carbonsäureester und
- Phenole.

Auch für die Entschwefelung von Biogas werden Biowäscher eingesetzt. Zur Einspeisung des Biogases in das Erdgasnetz sind die erreichten Schwefelgehalte in der Regel aber noch zu hoch, sodass in solchen Fällen eine Fein-Entschwefelung erfolgen muss. In einer Untersuchung zur Minderung von Bioaerosolen konnte die Wirksamkeit einer Kombination Biowäscher/Biofilter hinter einer Bioabfallbehandlungsanlage nachgewiesen werden.
Im Vergleich zu Biofiltern weisen Biowäscher größere Abbauleistungen pro Reaktorvolumen auf, sind aber störanfälliger bei wechselndem Abluftanfall.